# 1948年サンモリッツオリンピックのスウェーデン選手団
1948年サンモリッツオリンピックのスウェーデン選手団（1948ねんサンモリッツオリンピックのスウェーデンせんしゅだん）は、1948年1月30日から2月8日までスイスのサンモリッツで開催された1948年サンモリッツオリンピックのスウェーデン選手団、およびその競技結果。

## 概要
今大会は金メダル4個、銀メダル3個、銅メダル3個の合計10個のメダルを獲得した。

## メダル
| メダル | 選手名                                                                                | 競技                   | 種目             |
| ------ | ------------------------------------------------------------------------------------- | ---------------------- | ---------------- |
| 金     | マルティン・ルンドストローム                                                          | クロスカントリースキー | 男子18km         |
| 金     | ニルス・カールソン                                                                    | クロスカントリースキー | 男子50km         |
| 金     | ニルス・エステンソン ニルス・タップ グンナル・エリクソン マルティン・ルンドストローム | クロスカントリースキー | 男子4×10kmリレー |
| 金     | アケ・セイファルト                                                                    | スピードスケート       | 男子10000m       |
| 銀     | ニルス・エステンソン                                                                  | クロスカントリースキー | 男子18km         |
| 銀     | ハラルド・エリクソン                                                                  | クロスカントリースキー | 男子50km         |
| 銀     | アケ・セイファルト                                                                    | スピードスケート       | 男子1500m        |
| 銅     | グンナル・エリクソン                                                                  | クロスカントリースキー | 男子18km         |
| 銅     | スヴェン・イスラエルソン                                                              | ノルディック複合       | 男子個人         |
| 銅     | ゲーテ・ヘドルント                                                                    | スピードスケート       | 男子5000m        |